# Сузунский русский народный хор
Сузунский русский народный хор — классический народный хор, базирующийся в поселке Сузун. В основу творчества хора легла народная культура Сибири.
Сузунский русский народный хор был создан в 1967 году, и уже через год коллективу было присвоено почётное звание «народный» хор.== Репертуар ==
В репертуаре коллектива — вокально-хореографическая картина «Мы из Сибири», сибирские народные обрядовые песни «Куры рябые», «Как во чарочке», «Во горенке», песенно-танцевальная композиция «Шушенские посиделки», «Сказ о Ленине» в обработке Геннадия Заволокина, вокально-хореографическая картина «Сибирская подгорная», песня "Хлеб — всему голова»

Визитной карточкой хора стала песня А. Новикова на слова В. Пухначева «Росинка России»:
На сузунской земле свое счастье нашли,
На сузунской земле мы творим и живем.
Нет милее и краше на свете земли -
О твоей красоте наш поселок посеем

## История хора
В 1967 г. в Сузун по приглашению председателя Сузунского райисполкома А. П. Уварова приехал Полевахо Павел Захарович и был назначен директором районного Дома культуры. Приехал в Сузун вместе с женой — Заслуженной артисткой РСФСР А. И. Поповой. Вместе с директором музыкальной школы Назаровым Борисом Николаевичем они создали хор.
Дебют Сузунского народного хора состоялся в 22 февраля 1967 года, в День Советской Армии и Военно-Морского флота. Первый руководитель хора — Борис Николаевич Назаров. Первые участники хора 13 человек. Хормейстер – Борис Николаевич Назаров.
В 1968 г. хор стал сенсацией областного смотра художественной самодеятельности, ему было присвоено звание «Народный самодеятельный коллектив».[значимость факта?]
В 1969 г. Сузунский народный хор занял первое место в зональном смотре.[значимость факта?]
В 1971 г. хор отчитывался о проделанной работе на ВДНХ СССР и получил бронзовую медаль. В коллективе насчитывалось уже свыше 70-ти человек: хор, танцевальная группа и оркестр русских народных инструментов; участвовал во Всесоюзном смотре народных талантов во Дворце съездов.[значимость факта?]
В хоре открылся еще и педагогический талант Александры Ивановны Поповой. Она стала учить петь своих землячек так, как поют профессионалы – мягко, с цепным дыханием. Прививала им самодисциплину, сценическую культур, правила нанесения грима. Всем своим отношением к работе влюбляла людей в народную культуру.
Хор гастролировал в Новосибирск и Москвы, Чехословакии, Югославии и Японии. Коллектив ежегодно давал по 100—130 концертов, его песни звучали по Всесоюзному радио, выступления показывали по Центральному телевидению. По исполнительскому мастерству считался одним из лучших хоров Российской Федерации, хотя был не профессиональным, а самодеятельным коллективом.[значимость факта?]
В 2011 году руководителем коллектива был Савченко Павел Романович, закончивший в 1981 году Новосибирское музыкальное училище, работавший в Сузунском народном хоре в качестве баяниста со дня основания коллектива. В коллективе занималось   в 2011 году 25 человек.
Коллектив вновь начал новую жизнь под руководством молодого специалиста Ульяны Андреевны Мореновой и концертмейстера Егора Сергеевича Кромера.[значимость факта?]
В 2016 году коллектив подтвердил своё высокое звание «Народный коллектив».[значимость факта?]
Коллектив — активный участник конкурсов, массовых мероприятий, народных гуляний, фестивалей и праздников.
В настоящее время хор входит в состав творческих коллективов МКУК «КДО» Сузунского РДК имени заслуженного артиста РСФСР А. Д. Заволокина.[значимость факта?]

## Известные артисты
Геннадий Заволокин